# Westliches Wupperengtal
Das Westliche Wupperengtal ist eine naturräumliche Einheit mit der Nummer 338.03 und gehört zu der übergeordneten naturräumliche Haupteinheit 338.0 (Mittelbergische Hochflächen).
Das Westliche Wupperengtal umfasst laut dem Handbuch der naturräumlichen Gliederung Deutschlands das mäandernde Engtal der Wupper zwischen Wuppertal-Sonnborn auf 130 m Höhe und Solingen-Burg an der Wupper auf 100 m Höhe. Der in Nord-Süd-Richtung verlaufende Fluss bewirkt eine Abdachung quer zu dem von West-Süd-West nach Ost-Nord-Ost streichenden Gebirgen des Süderberglands. Die Wupperzuflüsse strukturieren mit ihren steilwandigen Kerbtälern, lokal Siepen oder Siefen genannt, deutlich das Flusstal.

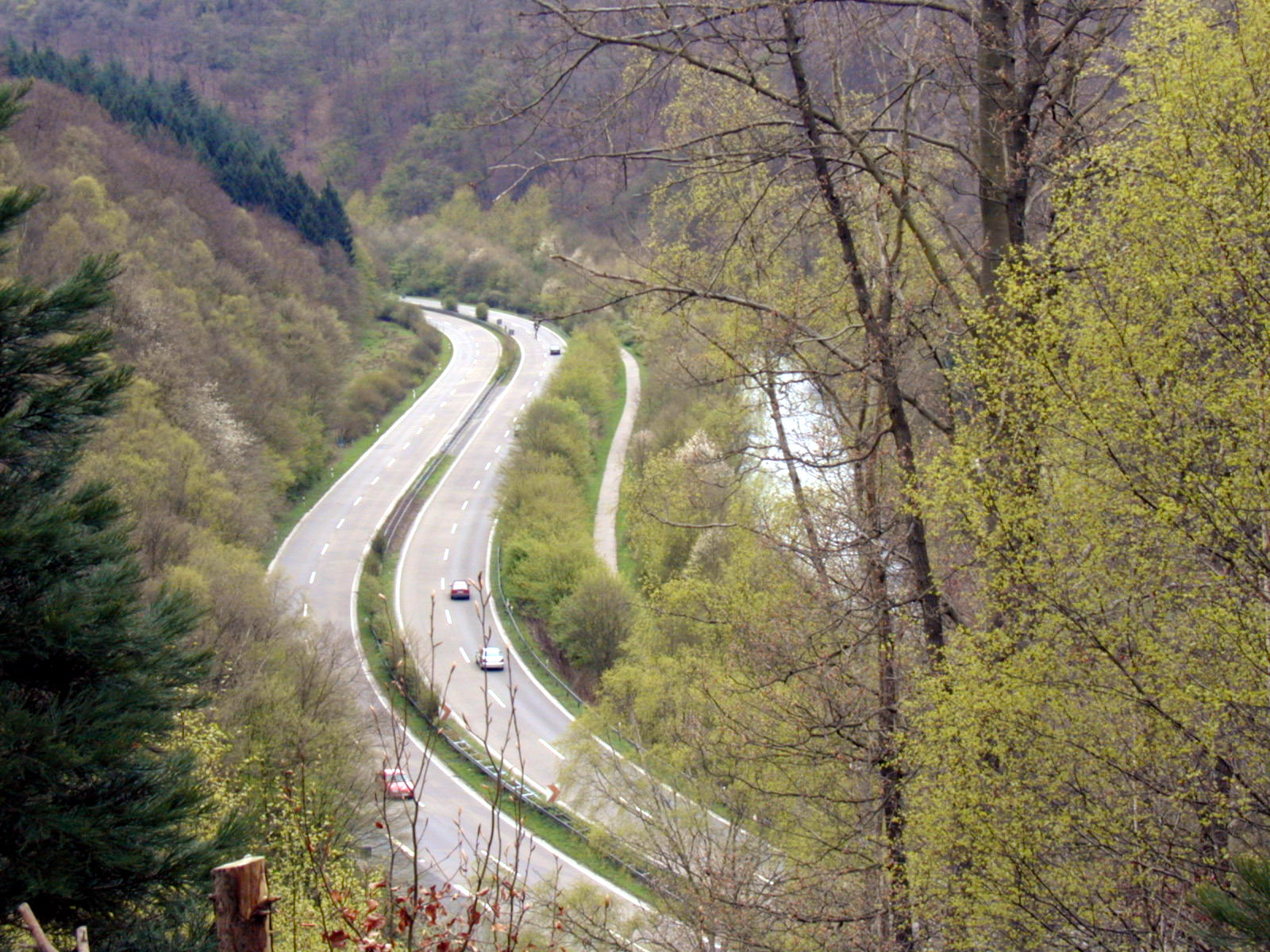
Die Landesstraße 74 im Wupperengtal

Im Bereich mit der stärksten Reliefenergie am Südende des Naturraums befindet sich in Spornlage die bergische Herzogsresidenz Schloss Burg. Weitere früh- oder vorzeitliche Ringwälle oder Abschnittsbefestigungen (u. a. Ringwallanlage Burggraben, Wallburg bei Müngsten, Ringwallanlage Galapa) zeugen von der ihm zugewiesenen strategischen Bedeutung des Raums. Im Norden bei Buchenhofen weitet sich das Tal und bietet Raum für die weitläufigen Anlagen der Kläranlage Buchenhofen.
Das Engtal wirkt stark verkehrshemmend, so dass bis in die jüngere Vergangenheit alle übergeordneten Verkehrswege (Landesstraße 427, Bundesstraße 229, Bahnstrecke Wuppertal-Oberbarmen–Solingen) quer zu ihm verlaufen. Die bautechnisch bedeutendste Talquerung ist die Müngstener Brücke. Erst in den 1970er Jahren wurde mit der Landesstraße 74 zwischen Sonnborn und Müngsten eine durchgehende Talstraße gebaut.

## Orte im Naturraum (den Flusslauf folgend)
- Sonnborn
- Untere Rutenbeck
- Buchenhofen
- Evertsaue (abgegangen)
- Dritter Kotten (abgegangen)
- Friedenstal
- Aue
- Kohlfurtherbrücke
- Kohlfurth
- Papiermühle
- Königskotten (abgegangen)
- Kirschberger Kotten (abgegangen)
- Grunenburg
- Müngsten
- Schaltkotten
- Anschlagkotten (abgegangen)
- Arnsberger Kotten (abgegangen)
- Wiesenkotten
- Burg an der Wupper (Ortsteil Unterburg)